# Halammovortex nigrifrons
Halammovortex nigrifrons är en plattmaskart som först beskrevs av Tor Karling 1935.  Halammovortex nigrifrons ingår i släktet Halammovortex, och familjen Dalyelliidae. Arten är reproducerande i Sverige.